# سفارة السويد في تشيلي
سفارة السويد في تشيلي هي أرفع تمثيل دبلوماسي لدولة السويد لدى تشيلي. تقع السفارة في وهي تهدف لتعزيز المصالح السويدية في تشيلي.

## وصلات خارجية
- قائمة سفارات السويد
- قائمة السفارات في تشيلي